# Гайворонське
Гайворонське — колишнє селище в Україні, підпорядковувалося Високопільській сільській раді Валківського району Харківської області.
1987 року в селі проживало 20 людей. 1997 року приєднане до села Високопілля.
Село знаходилося в лісовому масиві, на відстані 1 км розташовані Високопілля та Водяне, за 1,5 км — залізнична станція Водяна.

## Принагідно
- Сайт ВРУ